# La España Industrial
La España Industrial, Sociedad Anónima Fabril y Mercantil, fue una empresa textil fundada el 28 de enero de 1847 en Madrid por la familia igualadina Muntadas. La fábrica se instaló en Sants, municipio que sería absorbido por Barcelona. Fue la primera sociedad algodonera creada en España.

## Historia
Debido a la crisis financiera de 1848 que afectó duramente a los accionistas madrileños en 1851 la empresa se trasladó a Barcelona. Con este fin se había adquirido en 1847 un terreno en la Riera de Magoria. La fábrica fue construida dentro del municipio de Santa María de Sans, ya en su parte limítrofe con Barcelona. La maquinaria y los ingenieros fueron traídos de Europa, especialmente de Alsacia y el Reino Unido. En 1853 la fábrica estaba a pleno rendimiento. En 1880, con unos 2.500 trabajadores en plantilla, ejecutaba todo el proceso textil, desde la extracción del hilo, hasta los bordados finales.

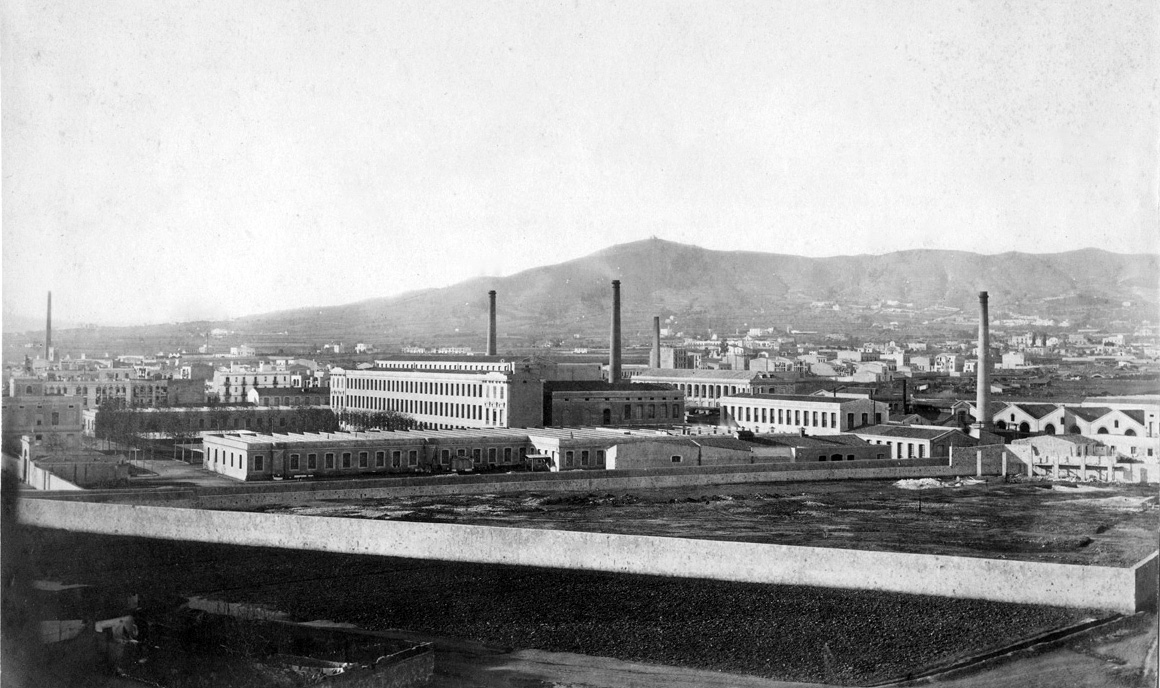
Foto de la fábrica hacia 1870.

La España Industrial fue siempre una de las fábricas más modernas, dedicada al hilado, tejido y estampado de algodón, con una famosa producción de paños y papel de encuadernar. Además de las instalaciones industriales contaba con diversas equipaciones para sus trabajadores, como: guardería, comedor social, instalaciones deportivas, etcétera. La España Industrial era conocida con el nombre de Vapor Nou (Vapor nuevo) en contraposición al nombre que recibía la otra gran industria textil instalada en el antiguo municipio de Sants, el Vapor Vell (Vapor Viejo).
En 1972 la empresa trasladó su planta de producción a Mollet del Vallés, para posteriormente cerrar en el año 1981.

## Club de Fútbol de CD Condal
En 1934 se fundó el club de fútbol de la Sección de Deportes de La España Industrial. Posteriormente, se llamaría CD Espanya Industrial siendo un equipo filial del FC Barcelona. En 1956 se independizó de éste cambiando su nombre a CD Condal. Logró subir a Primera División, donde pudo permanecer durante un solo año.

## Nuevo uso del solar
En 1985, después de varias reivindicaciones vecinales, el solar de la antigua fábrica, se convirtió en un complejo de viviendas y en un gran parque que adoptó el nombre de la industria, pasando a llamarse parque de la España Industrial, conservando de las antiguas instalaciones el actual Centro Cívico del Casinet d’Hostrafrancs, la actual Guardería Pau, el edificio denominado Casa del Mig (con equipamiento municipal) y el bosque de plátanos que forman el cuerpo central del actual parque.
Con motivo de los Juegos Olímpicos de verano de 1992, se construyó el Polideportivo Municipal de la España Industrial, donde se alojaron las pruebas de halterofilia.